# Ekwici
Ekwici (łac. equites, l.poj. eques) – średnio zamożna rzymska klasa społeczna, w skład której wchodzili kupcy, przedsiębiorcy, bankierzy, posiadający majątki o wartości minimum 400 000 sesterców (III w. p.n.e.). Symbolami przynależności do stanu ekwickiego było posiadanie konia (stąd nazwa ekwitów znacząca "jeźdźcy": łac. equus oznacza konia), noszenie stroju wojskowego zwanego trabea, złotego pierścienia oraz wąskiego purpurowego szlaku zdobiącego tunikę (szeroki nosili senatorowie).
Początkowo terminem tym określano obywateli rzymskich, których było stać na zakupienie i utrzymanie konia oraz ekwipunku żołnierza jazdy rzymskiej. (dużo droższego od ekwipunku piechura). Rekrutowali się oni z 3 tribus: Tities, Ramnes i Luceres, a przewodził im tribunus celerum. Setka ekwitów stanowiła centurię, dzielącą się na pododdziały zwane decuriae, składające się z dziesięciu osób, każda pod dowództwem dziesiętnika (łac. decurio).
Ekwici stanowili swego rodzaju stan rycerski (łac. ordo equestris) i brali udział w corocznej, odbywającej się 15 lipca paradzie jeźdźców.
W III wieku p.n.e. ta militarna funkcja ekwitów uległa zatarciu, ale pozostali oni wpływową i zamożną grupą właścicieli ziemskich i przedsiębiorców. Stanowili trzon biurokracji rzymskiej. Grupa ta stała w hierarchii społecznej poniżej senatorów, jednak ostro rywalizowała z nimi o wpływy.
W 67 r. p.n.e. senat wydał tzw. ustawę Roscjusza, nadającą ekwitom prawo do zasiadania w teatrze w wydzielonych rzędach, ustawionych tuż za ławami senatorskimi i oddzielonych od pozostałej części miejsc wydzielonych dla plebsu.
Ateńskim odpowiednikiem ekwitów byli hippeis.